# Liechtenstein aux Jeux olympiques d'hiver de 2010
Vous lisez un « bon article » labellisé en 2014.
La participation du Liechtenstein aux Jeux olympiques d'hiver de 2010 à Vancouver au Canada, du 12 au 28 février 2010, constitue la dix-septième participation du pays à des Jeux olympiques d'hiver. La délégation liechtensteinoise est composée de sept athlètes engagés dans deux disciplines, le ski alpin et le bobsleigh.
Le Liechtenstein ne remporte aucune médaille durant ces Jeux olympiques, son meilleur résultat étant obtenu par le skieur Marco Büchel qui se classe 8e de l'épreuve de descente. Marina Nigg, la seule représentante féminine, obtient la 22e place du slalom, tandis que la délégation est marquée par l'accident du bobsleigh piloté par Michael Klingler dans la première manche de l'épreuve de bob à deux, qui compromet la participation de l'équipe pour la suite de la compétition.

## Préparation et vie au village olympique

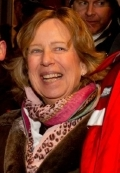
La princesse Nora de Liechtenstein, membre du Comité international olympique.

La délégation du Liechtenstein pour ces Jeux olympiques se compose de sept sportifs engagés dans deux disciplines, le bobsleigh et le ski alpin. Ils sont accompagnés de quatre entraîneurs et de deux médecins, ainsi que de quatre officiels : le chef de mission Alex Hermann, la princesse Nora de Liechtenstein en tant que membre du CIO, le président du comité olympique liechtensteinois (LOS) Léo Kranz et le secrétaire général du LOS, Johannes Wohlwend. Le Liechtenstein déplore l'absence de la skieuse alpine Tina Weirather, l'une de ses meilleures chances de bons résultats. Elle renonce en effet à participer à l'événement après sa chute dans la descente de Cortina d'Ampezzo, à moins d'un mois de l'ouverture des Jeux, dont elle ressort avec une blessure aux ligaments croisés d'un genou,.
Quelques jours avant son départ pour Vancouver, la délégation est reçue dans le château de Vaduz par le prince héréditaire Alois de Liechtenstein qui lui apporte son soutien. À cette occasion, la délégation olympique offre un chèque à la Croix-Rouge du Liechtenstein en faveur des victimes du séisme à Haïti. Le chef de mission Alex Hermann arrive à Vancouver le 3 février. Le premier athlète à rejoindre le village olympique est le skieur Marco Büchel, le 5 février, trois jours avant l'arrivée des membres de l'équipe de bobsleigh.
Au cours de ces Jeux, le comité olympique liechtensteinois se porte candidat pour accueillir le Festival olympique de la jeunesse européenne en 2015, en partenariat avec le comité olympique autrichien et le land de Vorarlberg. Les deux comités annoncent leur intention d'organiser le festival à Tschagguns.

## Cérémonies d'ouverture et de clôture

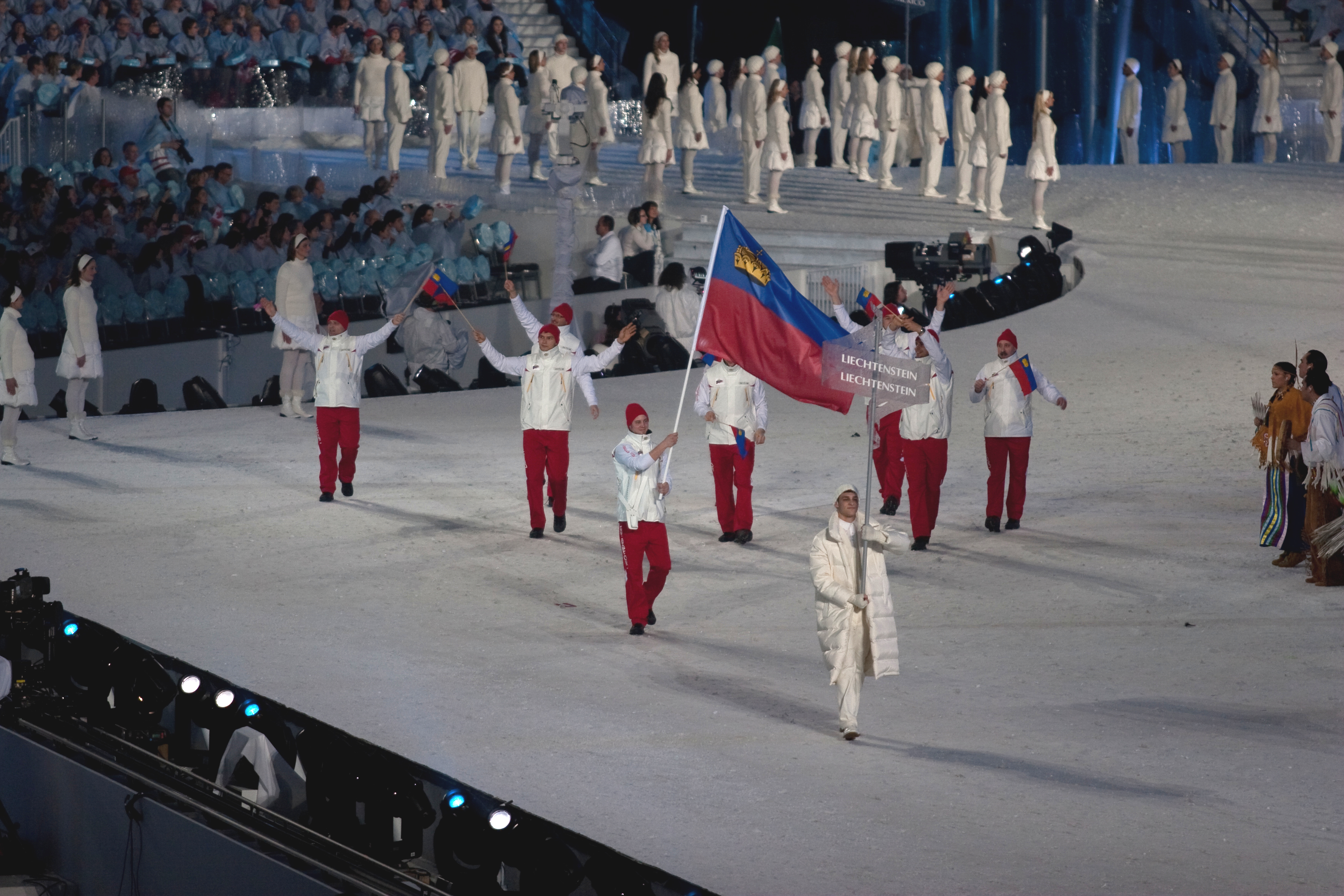
Entrée de la délégation du Liechtenstein lors de la cérémonie d'ouverture.

Comme cela est de coutume, la Grèce, berceau des Jeux olympiques, ouvre le défilé des nations, tandis que le Canada, en tant que pays organisateur, ferme la marche. Les autres pays défilent par ordre alphabétique. Le Liechtenstein est la 49e des 82 délégations à entrer dans le BC Place Stadium de Vancouver au cours du défilé des nations de la cérémonie d'ouverture, après le Liban et avant la Lituanie. Cette cérémonie est dédiée au lugeur géorgien Nodar Kumaritashvili, mort la veille après une sortie de piste durant un entraînement. Le porte-drapeau du pays est le bobeur Richard Wunder,.
Lors de la cérémonie de clôture qui se déroule également au BC Place Stadium, les porte-drapeaux des différentes délégations entrent ensemble dans le stade olympique et forment un cercle autour du chaudron abritant la flamme olympique. Le drapeau du Liechtenstein est porté par un autre bobeur, Thomas Dürr,.

## Bobsleigh

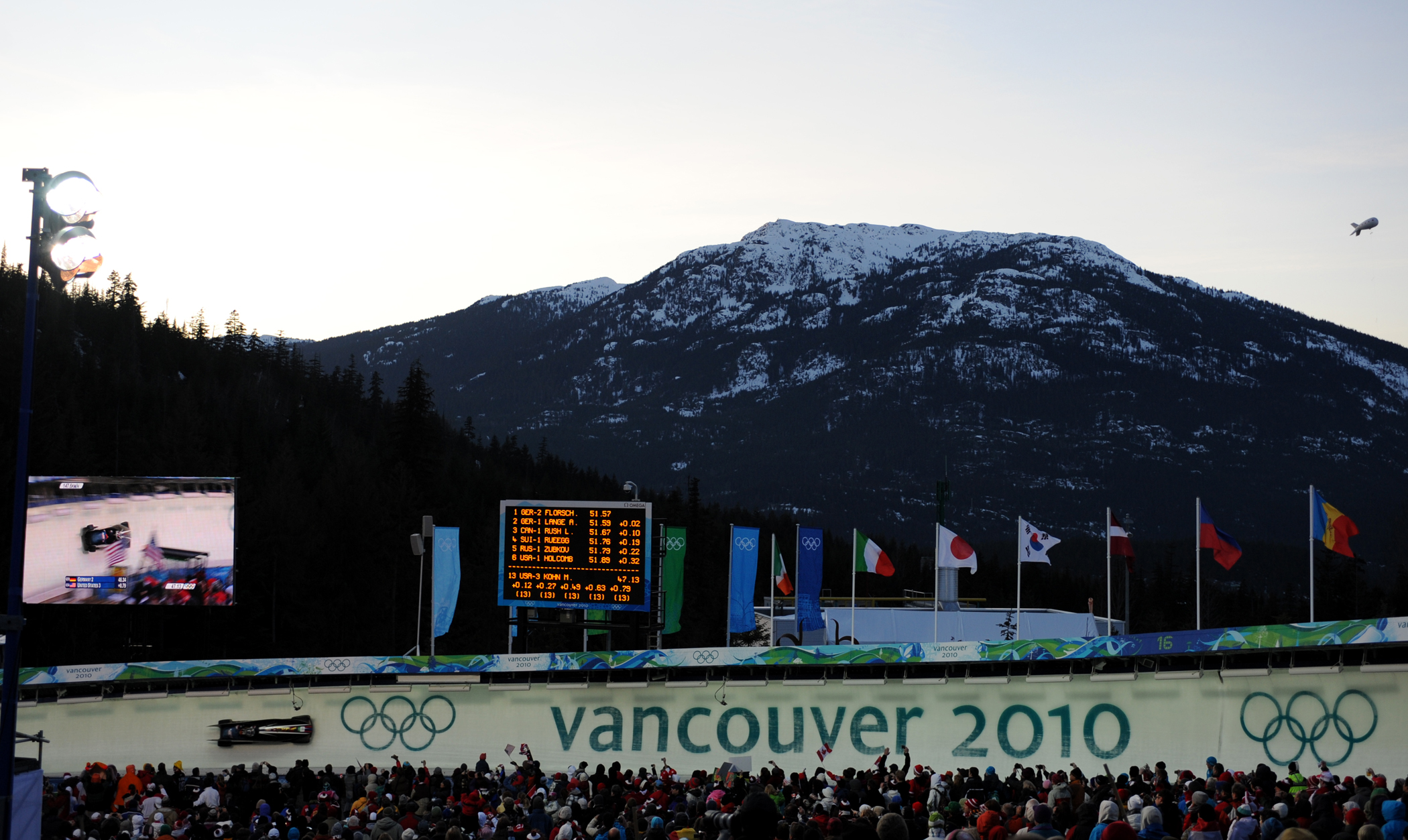
Le virage 11 de la piste du Centre des sports de glisse de Whistler où se déroulent les compétitions de bobsleigh.

Le Liechtenstein aligne cinq athlètes dans les épreuves de bobsleigh lors de ces Jeux olympiques. C'est la première fois que le Liechtenstein présente des athlètes dans cette discipline depuis plus de 50 ans et la participation de Moritz Heidegger et Weltin Wolfinger aux Jeux olympiques de 1956 à Cortina d'Ampezzo,. L'équipe est emmenée par le pilote Michael Klingler, né le 6 février 1983 à Grabs, en Suisse. Il est assisté de ses coéquipiers Thomas Dürr (en), Jürgen Berginz (en) et Richard Wunder (en). Benedikt Lampert est intégré à l'équipe en tant que remplaçant. Thomas Dürr est sélectionné pour accompagner Klingler dans l'épreuve de bob à deux.

### Qualification
Cent septante places sont attribuables pour les épreuves de bob à deux et de bob à quatre, dont 130 hommes et 40 femmes, pour les Jeux olympiques de Vancouver, dans la limite de trente équipages par épreuve. La période de qualification s'étale entre le 1er octobre 2009 et le 1er février 2010. Pour se qualifier, les pilotes doivent figurer parmi les 50 meilleurs pilotes dans le classement de la Fédération internationale de bobsleigh et de tobogganing (FIBT) à la date du 17 janvier 2010. Le quota d'athlètes par pays est établi en fonction du nombre d'équipages qualifiés. Le pilote liechtensteinois Michael Klingler, classé au 36e rang des pilotes de bob à deux et au 35e rang des pilotes de bob à quatre, remplit les critères de qualification et permet à son pays de participer aux deux épreuves.

### Résultats
Le 20 février, dans l'épreuve de bob à deux, Michael Klingler et Thomas Dürr sont les 22e concurrents à s'élancer dans la première manche. Ils réalisent le vingt-cinquième temps de poussée, en 5 s 08. Le bob liechtensteinois est accidenté dans le bas de la piste, mais parvient à franchir la ligne avec un temps de 56 s 18, soit le plus mauvais de tous les concurrents, ce qui le classe provisoirement au 24e rang. Souffrant de commotions, le pilote Michael Klingler n'est pas en mesure de poursuivre la compétition, ce qui entraîne l'abandon de l'équipe du Liechtenstein dans l'épreuve de bob à deux ainsi que dans l'épreuve du bob à quatre,.
| Athlètes                     | Manche 1       | Manche 2 | Manche 3 | Manche 4 | Total |       |      |       |         |
| Temps                        | Rang           | Temps    | Rang     | Temps    | Rang  | Temps | Rang | Temps | Rang    |
| ---------------------------- | -------------- | -------- | -------- | -------- | ----- | ----- | ---- | ----- | ------- |
| Michael Klingler Thomas Dürr | 5 s 08 56 s 18 | 24       | -        | -        | -     | -     | -    | -     | Abandon |

## Ski alpin

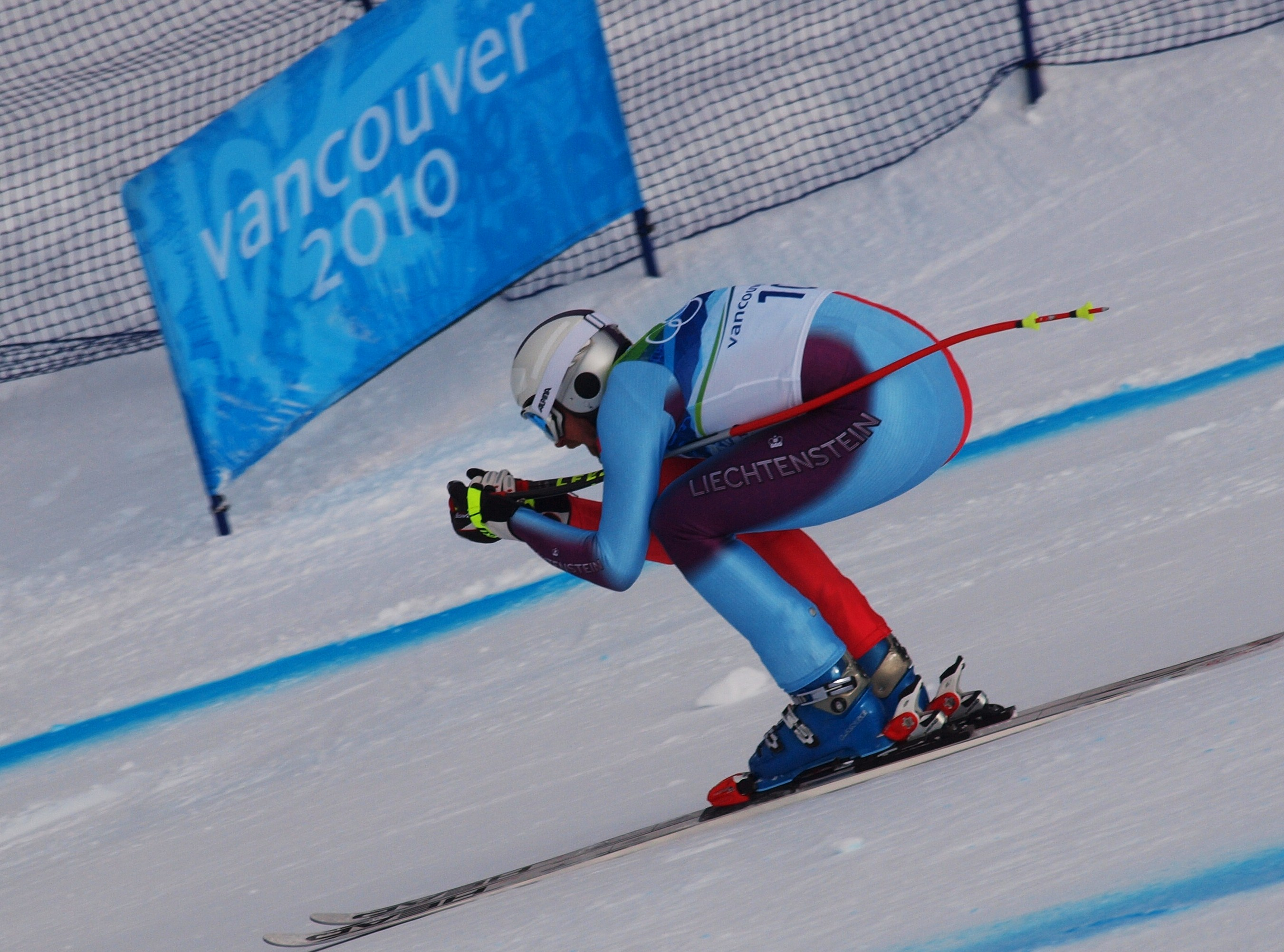
Marco Büchel sur la piste de Whistler Creekside lors de la descente.

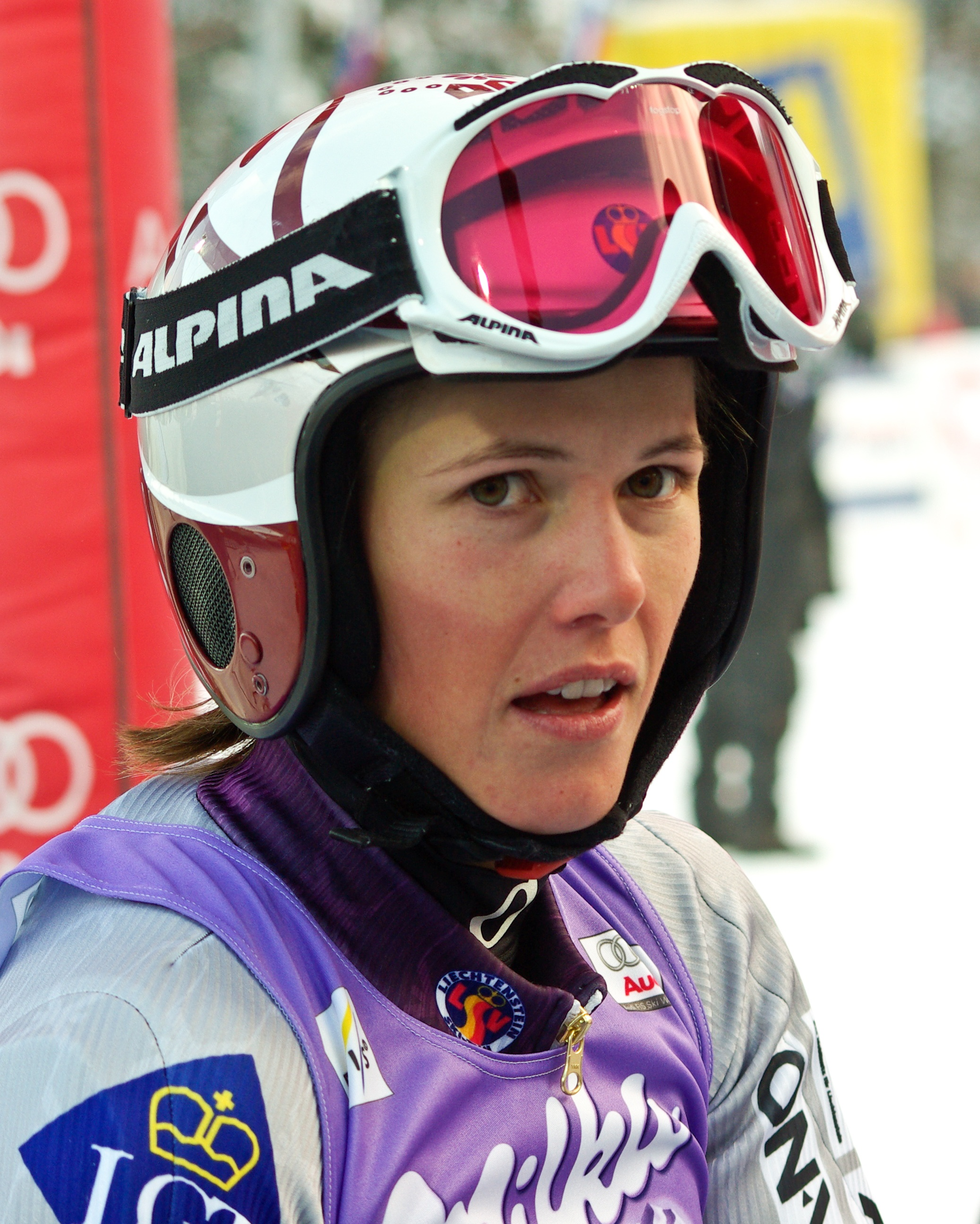
Marina Nigg se classe 22e du slalom.

Deux athlètes liechtensteinois sont engagés dans les épreuves de ski alpin. Marco Büchel, âgé de 38 ans, prend part aux Jeux olympiques pour la sixième fois consécutive. Lors de sa dernière participation, à Turin en 2006, il a disputé le super-G, la descente et le slalom géant. À Vancouver, il ne participe qu'aux deux premières épreuves. Lors des championnats du monde de 2009 à Val-d'Isère, il s'est classé 7e du super-G et 4e de la descente.
En l'absence de Tina Weirather, blessée, Marina Nigg est la seule représentante féminine de la délégation. Âgée de 25 ans, c'est sa première participation aux Jeux olympiques, où elle concourt dans l'épreuve du slalom. Aux mondiaux de Val-d'Isère en 2009, elle a obtenu une 20e place dans la même épreuve.

### Qualification
Trois-cent-vingt places sont attribuables en ski alpin pour les Jeux olympiques de Vancouver, dans la limite de vingt-deux athlètes par nation. La période de qualification s'étale entre juillet 2008 et le 25 janvier 2010. Pour se qualifier, les 500 premiers de chaque épreuve au classement, dans la liste des points de la Fédération internationale de ski (FIS), sont admissibles dans la limite de quatre par pays, en sachant que pour les épreuves de descente, de super-combiné et de super-G, les athlètes doivent obtenir un maximum de 120 points FIS dans l'épreuve concernée. Si une nation ne possède aucun skieur réalisant ces critères, il lui est possible d'obtenir un ticket olympique pour chaque sexe dans les épreuves de slalom et de slalom géant, en participant aux Championnats du monde de ski alpin 2009 et en ne dépassant pas les 140 points FIS.
Marco Büchel obtient sa qualification pour les épreuves de descente et de Super-G en étant classé avant la 500e place et en ayant moins de 120 points dans chacune de ces deux disciplines. Marina Nigg est quant à elle qualifiée dans l'épreuve du slalom grâce à son classement.

### Résultats
Après avoir réalisé le 34e temps des entraînements, Marco Büchel prend le départ de la descente avec le dossard no 10. Il franchit le premier intermédiaire après 24 s 45, à 0 s 13 du meilleur temps réalisé par l'américain Bode Miller, ce qui le place au 11e rang à ce stade de la course. Au second intermédiaire, l'écart s'accentue puisque Marco Büchel passe avec un retard de 0 s 76 sur Miller. Il reprend peu à peu du temps à l'américain, et signe d'ailleurs le meilleur temps sur le dernier intermédiaire. Marco Büchel termine finalement au 8e rang de la course, en 1 min 54 s 84, avec un retard de 0 s 53 sur le champion olympique suisse Didier Défago, ainsi qu'à 0 s 44 de la 3e place, occupée par Bode Miller. Cette 8e place lui permet de décrocher un diplôme olympique.
Le 19 février, Marco Büchel est le 30e des 64 concurrents à prendre le départ du Super-G. Il passe avec un retard de 0 s 58 au premier intermédiaire, puis avec 1 s 15 au deuxième intermédiaire, ce qui le place provisoirement au 29e rang. Dans la deuxième partie de la descente, il est disqualifié pour avoir raté une porte,.
| Athlète      | Épreuve  | Temps final   | Retard | Rang |
| ------------ | -------- | ------------- | ------ | ---- |
| Marco Büchel | Descente | 1 min 54 s 84 | 0 s 53 | 8e   |
| Marco Büchel | Super-G  | Abandon       | -      | -    |

Marina Nigg est la 36e des 87 concurrentes à s'élancer dans la première manche du slalom,. Avec un temps de 53 s 78, soit un retard de 3 s 03 sur la première de la course, l'Allemande Maria Riesch, elle se classe à la 30e place provisoire, ce qui lui permet de s'élancer la première dans la seconde manche. En réalisant le 13e temps de cette manche, en 53 s 05, elle remonte de 8 places dans le classement et se hisse au 22e rang final, à 3 s 94 de Riesch, la championne olympique.
| Athlète     | Épreuve | Temps final   | Retard | Rang |
| ----------- | ------- | ------------- | ------ | ---- |
| Marina Nigg | Slalom  | 1 min 46 s 83 | 3 s 94 | 22e  |

## Bilan
Les athlètes liechtensteinois ne remportent aucune médaille lors de ces Jeux. Alors qu'il dispute ses derniers Jeux olympiques, Marco Büchel signe le meilleur résultat de la délégation avec sa 8e place dans la descente, grâce à laquelle il obtient un diplôme olympique, comme à Turin en 2006. À l'issue de son slalom, Marina Nigg se dit déçue de sa course : « Il n'y avait pas une bonne visibilité, il était difficile de suivre le tracé, mais les conditions étaient les mêmes pour tout le monde. » Elle déclare avoir raté son objectif mais reconnaît être satisfaite de sa deuxième manche. La délégation regrette l'accident de Michael Klingler et Thomas Dürr dans l'épreuve de bob à deux, qui a coûté la participation du pays dans l'épreuve de bob à quatre, mais selon les entraîneurs Rolf Ringger et Srecko Kranz, cette expérience sera précieuse pour l'avenir de l'équipe.

## Aspects extra-sportifs

### Diffusion des Jeux au Liechtenstein
Les Jeux olympiques de Vancouver ne sont diffusés par aucune chaîne de télévision nationale. Les Liechtensteinois peuvent suivre les épreuves olympiques en regardant en clair les chaînes suisses du groupe SRG SSR, ainsi que sur le câble et le satellite sur Eurosport. Eurosport ainsi qu'Eurovision permettent d'assurer la couverture médiatique liechtensteinoise sur internet. La cérémonie d'ouverture est retransmise sur SRF Zwei.

### Timbres
À l'occasion de ces Jeux olympiques, la poste du Liechtenstein émet deux timbres dont les illustrations montrent des disciplines présentes aux Jeux de Vancouver, l'un dédié au ski alpin et l'autre au ski nordique.